# Palenquero
Palenquero (ou palenque) é uma língua crioula com base na língua espanhola e portuguesa falada na Colômbia, sendo a única como crioula na América Hispânica. O grupo étnico que fala essa língua é de cerca de 30.000 pessoas (2013), na vila de San Basilio de Palenque, ao sul de Cartagena e também em lugares próximos a Barranquilla.
A vila de San Basilio foi criada por escravos que escaparam do cativeiro (Quilombolas) e por povos indígenas. Como esses escravos não ficaram sujeitos a constante contato com os espanhóis e seus descendentes, os "palenqueros" falam uma língua "crioula" separada, construída a partir do espanhol, portugues e das suas próprias línguas oriundas da África.
Os falantes de espanhol geralmente não conseguem entender o "palenquero". Apenas 10% dos mais jovens de 25 anos falam essa língua crioula nas comunidades "palenque" (1998), sendo comumente mais falada entre os mais velhos. Há influências da língua quicongo, da República Democrática do Congo, sobre o palenquero. A palavra "palenquera" "ngombe" de significado "gado", existe em muitas línguas bantas.

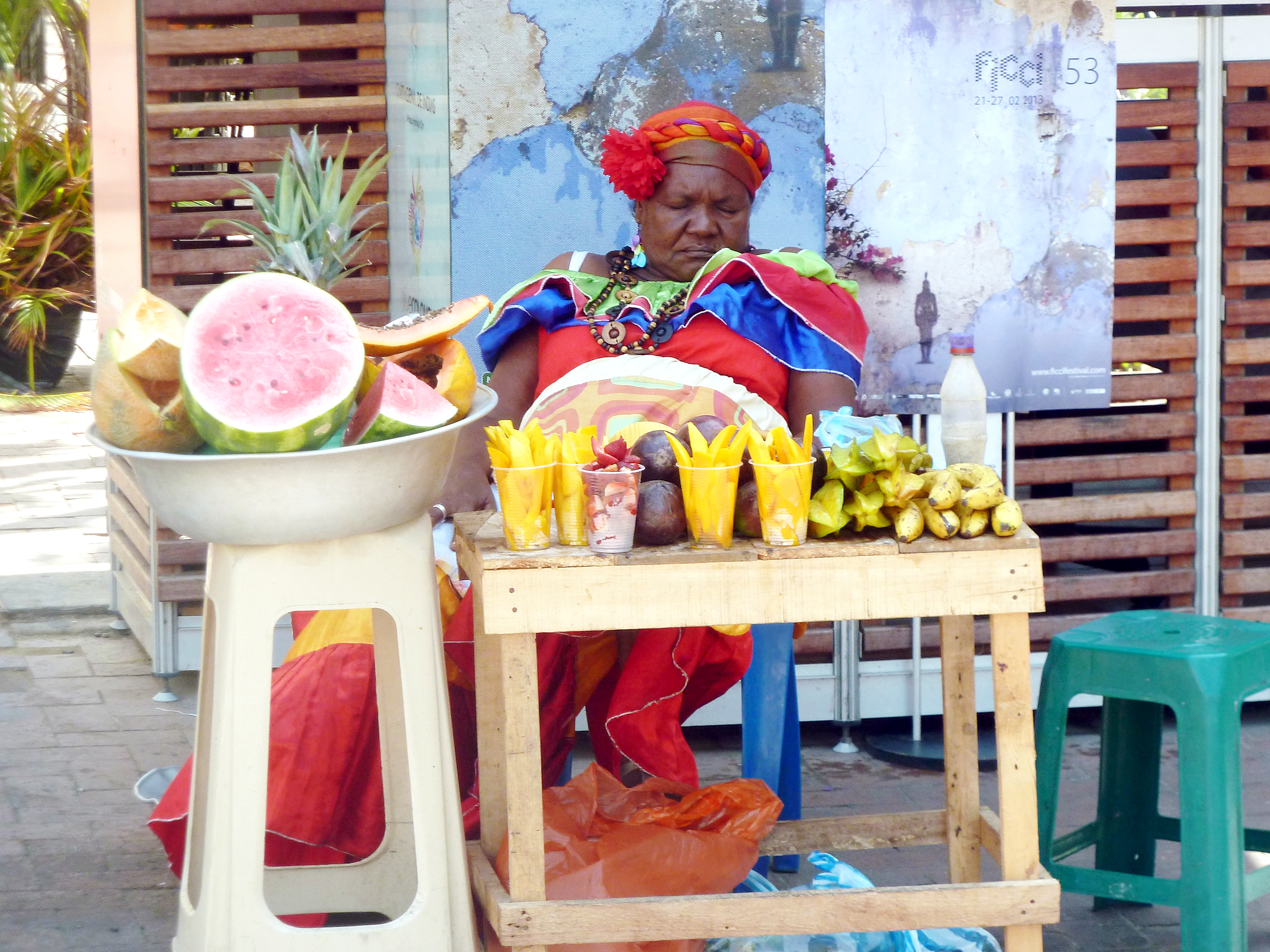
Mulher Palenquero vendendo frutas na Plaza de San Pedro Claver, Cartagena, Colombia

## Vocabulário
Cerca de 300 palavras de origem africana foram identificadas em Palenquero, acreditando-se que muitas se originaram da língua kikongo. Uma lista abrangente com etimologias propostas são fornecidas em "Palenque, Cartagena y Afro-Caribe: historia y lengua" (2002), de Moñino e Schwegler. Acredita-se que um punhado de palavras tenha origem no português, por exemplo: mai 'mãe'; ten 'tem'; ele 'ele ela'; bae 'vai')".
Exemplos:
| Palenque | Espanhol   | Português   |
| -------- | ---------- | ----------- |
| burú     | dinero     | dinheiro    |
| ngombe   | ganado     | gado        |
| ngubá    | maní       | amendoim    |
| posá     | casa       | casa        |
| tambore  | tambor     | tambor      |
| mai      | madre      | mãe         |
| bumbilo  | basura     | lixo        |
| chepa    | ropa       | roupa       |
| chitiá   | hablar     | falar       |
| ngaina   | pollo      | frango      |
| tabáko   | tabaco     | tabaco      |
| hemano   | hermano    | irmão       |
| onde     | donde      | onde        |
| pueta    | puerta     | porta       |
| ngolo    | gordo      | gordo       |
| flo      | flor       | flor        |
| moná     | niño       | criança     |
| ceddo    | cerdo      | porco       |
| cateyano | castellano | castelhano  |
| foratero | forastero  | estrangeiro |
| kusa     | cosa       | coisa       |
| cuagro   | barrio     | bairro      |

### Amostra de texto
Pai Nosso
| Palenquero | Espanhol |
| --- | --- |
| Tatá suto lo ke ta riba sielo, santifikaro sendá nombre si, miní a reino sí, asé ño boluntá sí, aí tiela kumo a sielo. Nda suto agué pan ri to ma ría, peddona ma fata suto, asina kumo suto a se peddoná, lo ke se fatá suto. Nu rejá sujo kaí andí tentación nu, librá suto ri má. Amén. | Padre nuestro que estás en el cielo, santificado sea tu nombre. Venga a nosotros tu Reino. Hágase tu voluntad, así en la tierra como en el cielo. Danos hoy nuestro pan de cada día. perdona nuestras ofensas, como también nosotros perdonamos a los que nos ofenden. no nos dejes caer en la tentación, y líbranos del mal. Amén. |